# Duttaphrynus sumatranus
Espèce
Synonymes
- Bufo sumatranus Peters, 1871

Statut de conservation UICN

 DD  : Données insuffisantes
Duttaphrynus sumatranus  est une espèce d'amphibiens de la famille des Bufonidae.

## Répartition
Cette espèce est endémique de Sumatra en Indonésie. Elle se rencontre entre 800 et 1 260 m d'altitude à Lubuk Selasi dans le bassin supérieur de la rivière Terusan dans la province de Sumatra occidental.

## Taxon Lazare
L'espèce est un exemple de taxon Lazare, cette espèce n'a été retrouvée qu'en 2001, 141 ans après sa dernière observation.

## Étymologie
Son nom d'espèce lui a été donné en référence au lieu de sa découverte.

## Publication originale
- Peters, 1871 : Über einige Arten der herpetologischen Sammlung des berliner zoologischen Museums. Monatsberichte der Königlich preussischen Akademie der Wissenschaften zu Berlin, vol. 1, p. 644-653 (texte intégral).